# Essingeringen

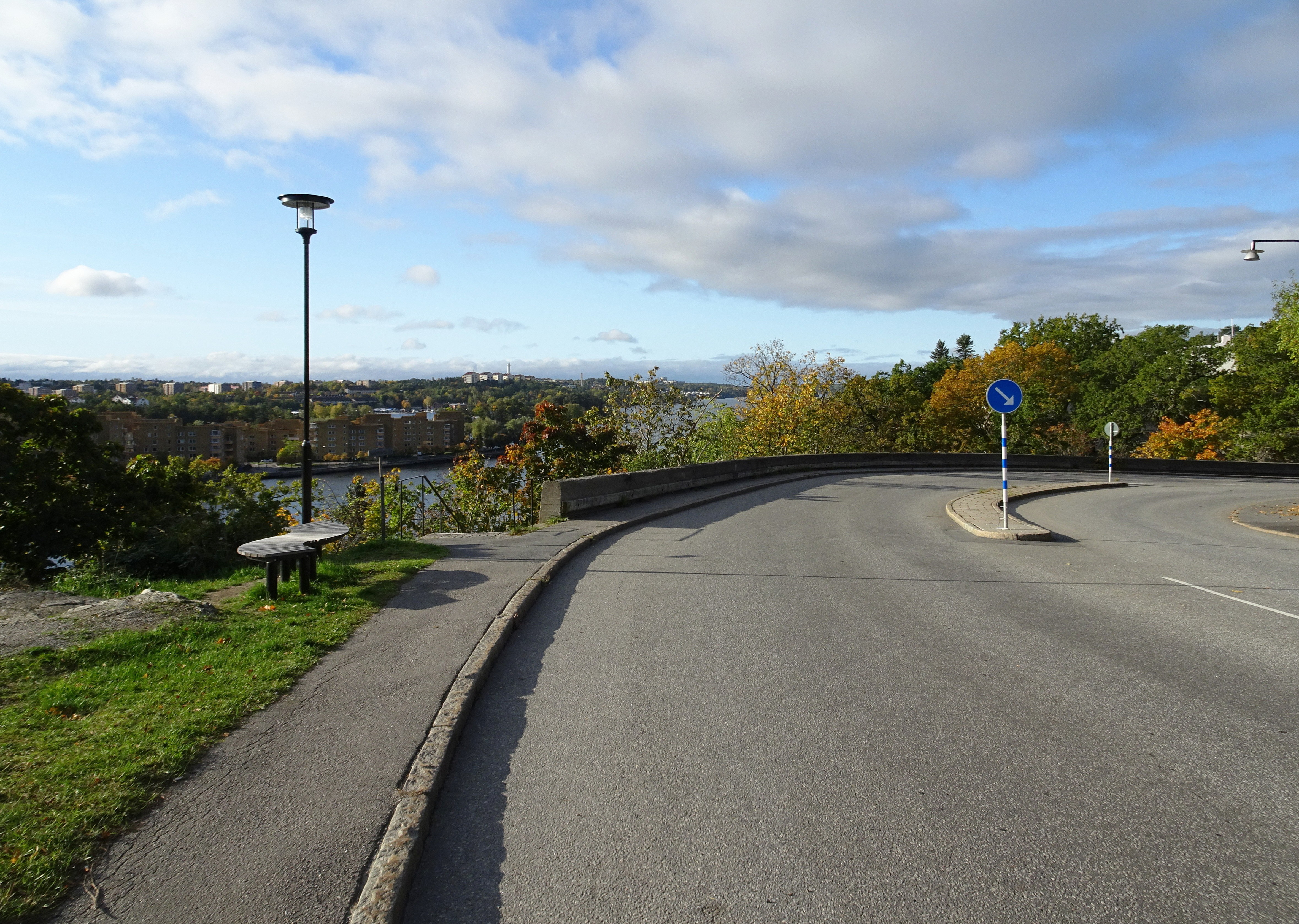
Essingeringens början, vy över Mälaren mot sydväst, 2020.

Essingeringen är en gata på Stora Essingen i Stockholm. Gatan sträcker sig från Essingestråket mot norr i en stor böj längs med Stora Essingens yttre norra sida till Gammelgårdsvägen. Från Essingeringen leder Gamla Essinge broväg över till Lilla Essingen.

## Historik

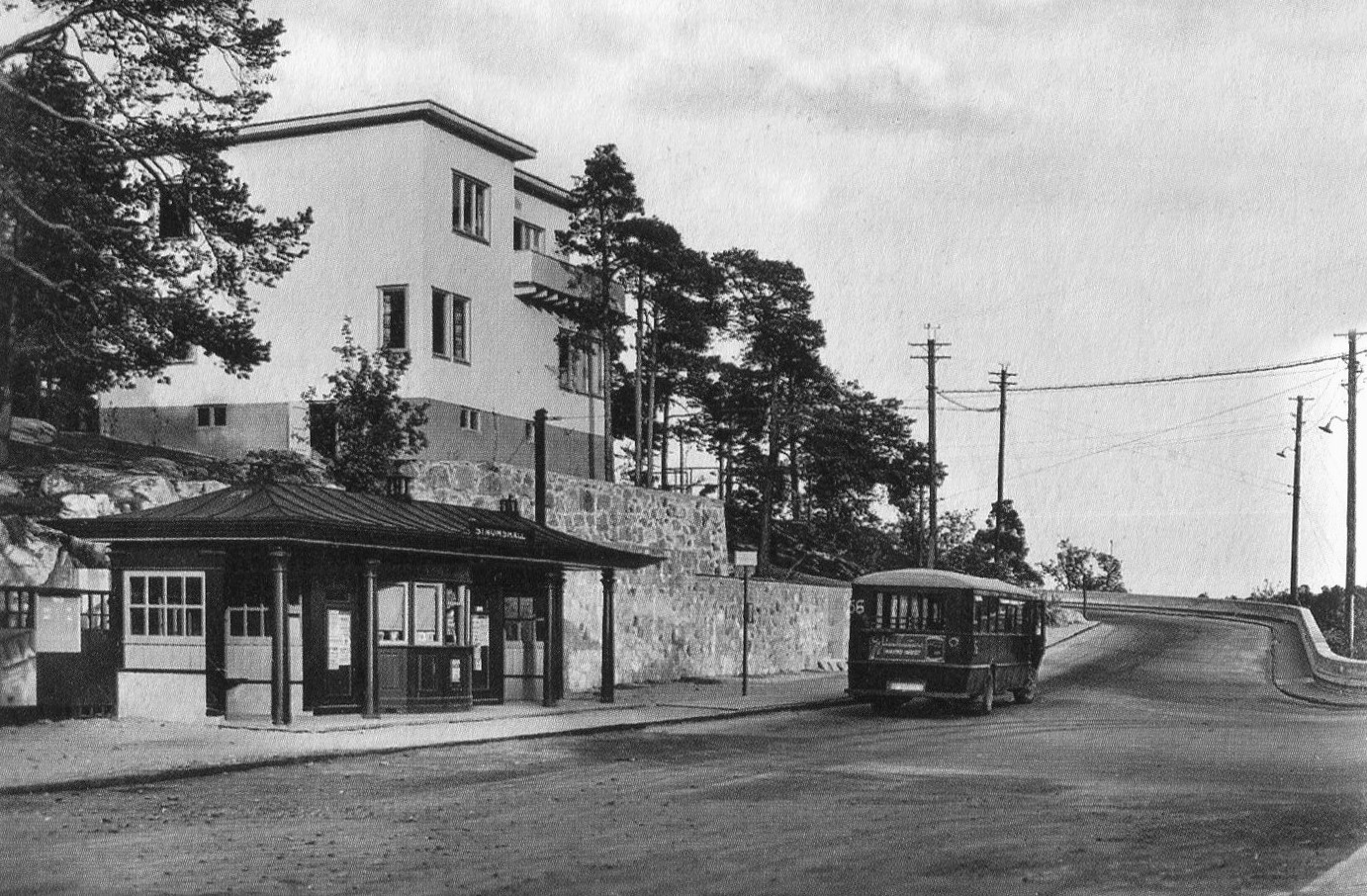
Buss 56 på Essingeringen vid hållplatsen Gammelgårdsvägen 1930-tal.

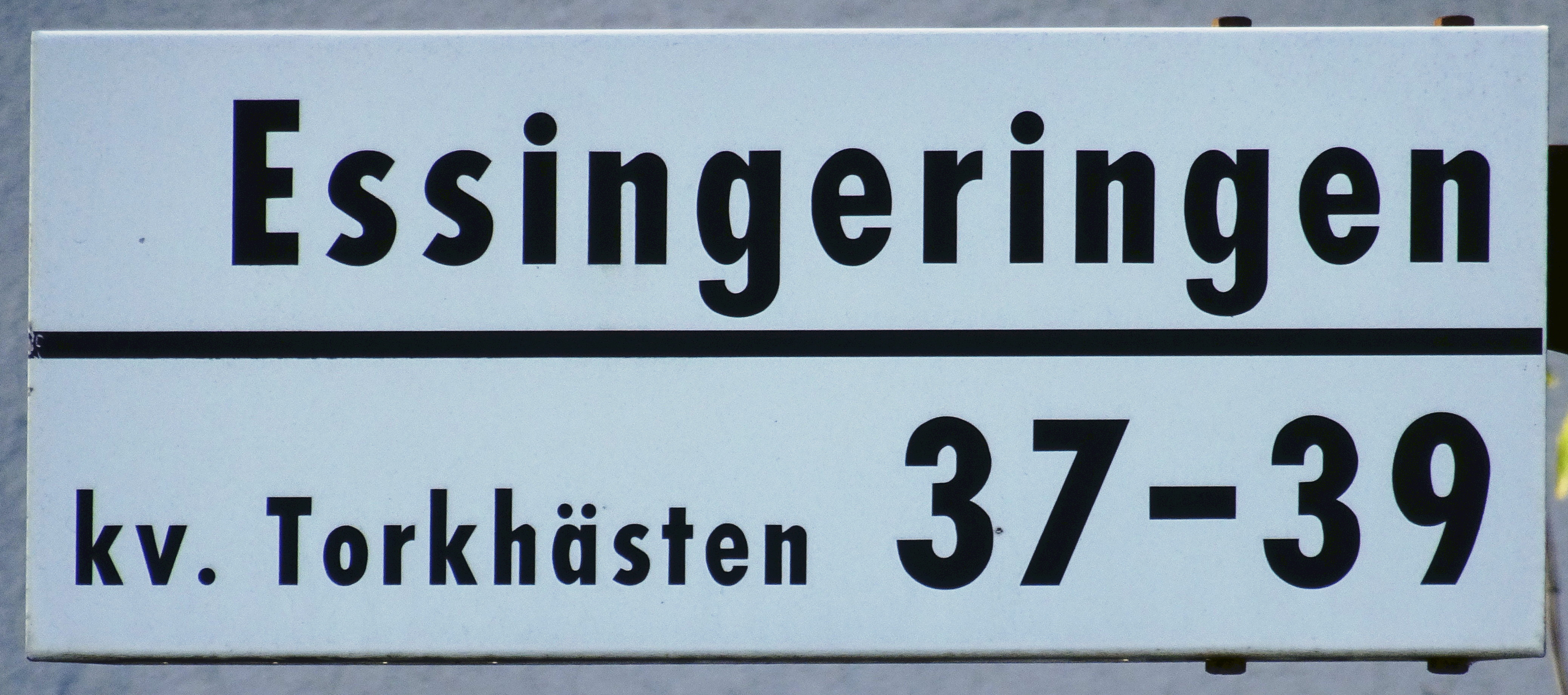
Essingeringen, gatuskylt.

Essingeringen är Stora Essingens längsta gata och fick sitt namn 1924 i samband med öns första stadsplanering. Namnet antyder att gatan anlades i en stor ring runt en större del av ön. Den första fasta broförbindelsen som tillkom i december 1928 till Lilla Essingen var Stora Essingebron vilken kopplades till Essingeringen. Därefter började bussar trafikera sträckan Stora Essingebron – Essingeringen – Essingestråket – Essingetorget. Till en början kördes linjen av buss nr 56 och mellan 1945 och 1961 av trådbuss nr 96. Nuvarande broförbindelse till och från Lilla Essingen skapades 1965 med Gamla Essinge broväg som också utgår ifrån Essingeringen. Längst i norr, där Essingeringen svänger västerut ligger entrén till Tvärbanans hållplats ”Stora Essingen”, den invigdes år 2000. Här kopplas Essingeringen med gång- och cykeltrafik även till Alviksbron.

## Bebyggelse

### K-märkta byggnader
Längs med gatan finns några kulturhistoriskt värdefulla byggnader som är grönmärkta av Stadsmuseet i Stockholm, vilket innebär ”att bebyggelsen har ett högt kulturhistoriskt värde och är särskilt värdefull från historisk, kulturhistorisk, miljömässig eller konstnärlig synpunkt”. Bland grönmärkta byggnader märks en tegelvilla från 1940-talet (hörnet Essingestråket  2 / Essingeringen 1) ritad av arkitekt Bertil Ringqvist. Mittemot (Essingeringen nr 10) står en funkisvilla från 1934 ritad av Erik Wåhlin. Lite längre upp på gatan ligger radhusområdet Norrskogsvägen 1-3 i kvarteret Gammelgården ritad 1936 av Rolf Hagstrand och byggd av Gösta Videgård. Vid Essingeringen 72 står "Drakhuset", en villa i nationalromantisk stil från 1906 smyckad med drakhuvuden.

### Övriga byggnader
I kvarteret Sjöboden (Essingeringen 22A och B) ligger Essinge Strand, som består av terrasshus som i sju våningar klättrar upp för berget. Komplexet innehåller 30 bostadsrättslägenheter och ritades 1995-1996 av BAU Arkitekter (Byrån för Arkitektur och Urbanism). I kvarteret Essingevarvet, belägen i triangeln mellan Essingeringen och Gammelgårdsvägen och med utsikt över Oxhålssundet, uppfördes på 1990-talet bostadsområdet Essingeviken. Bebyggelsen består av nio punkthus med 116 bostadsrättslägenheter. Husen ritades av Sundell arkitekter. Här låg tidigare Kungsholms Express lager och kontor.

## Bilder

Byggnader
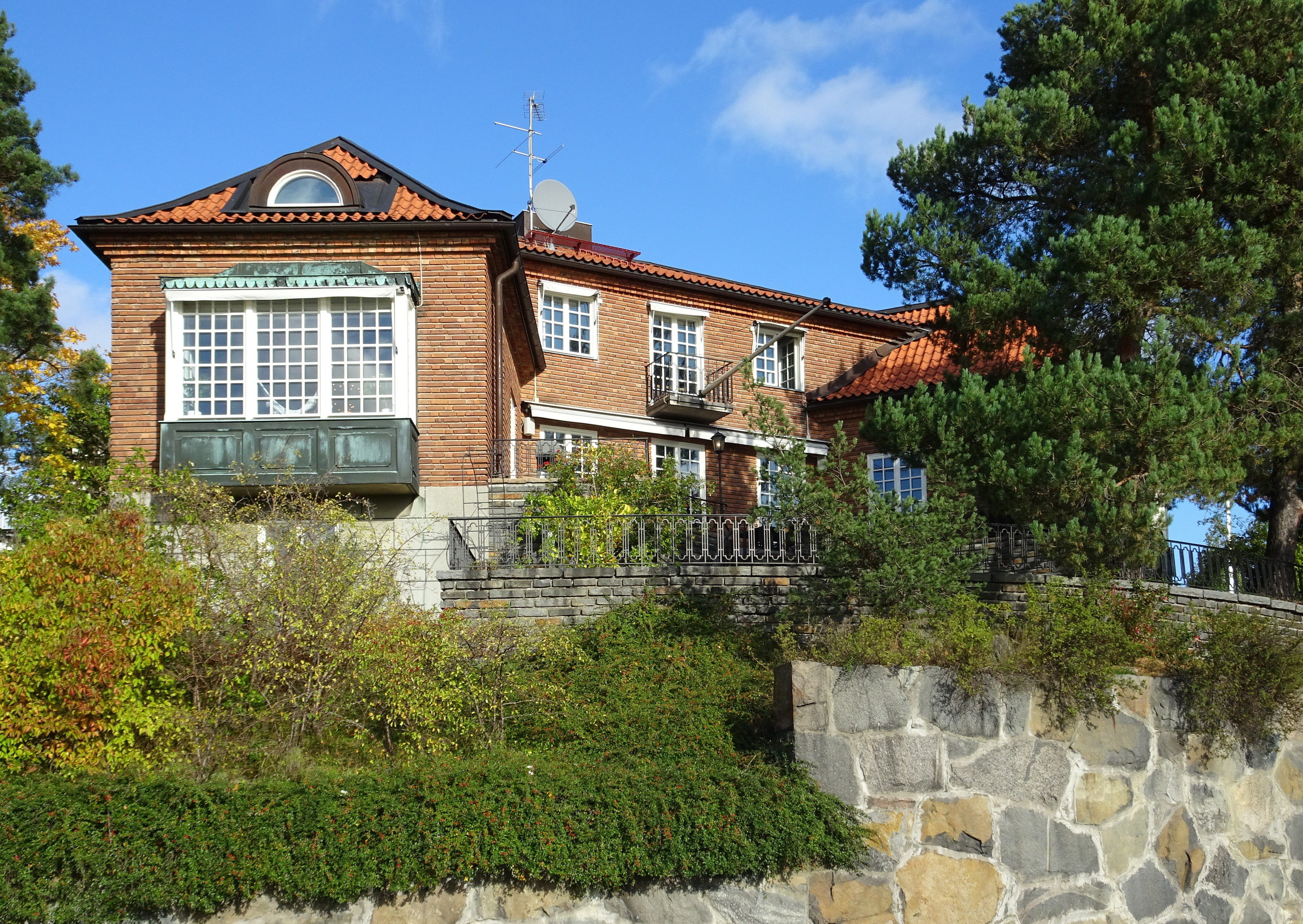
Essingeringen 1, villa från 1940-talet.
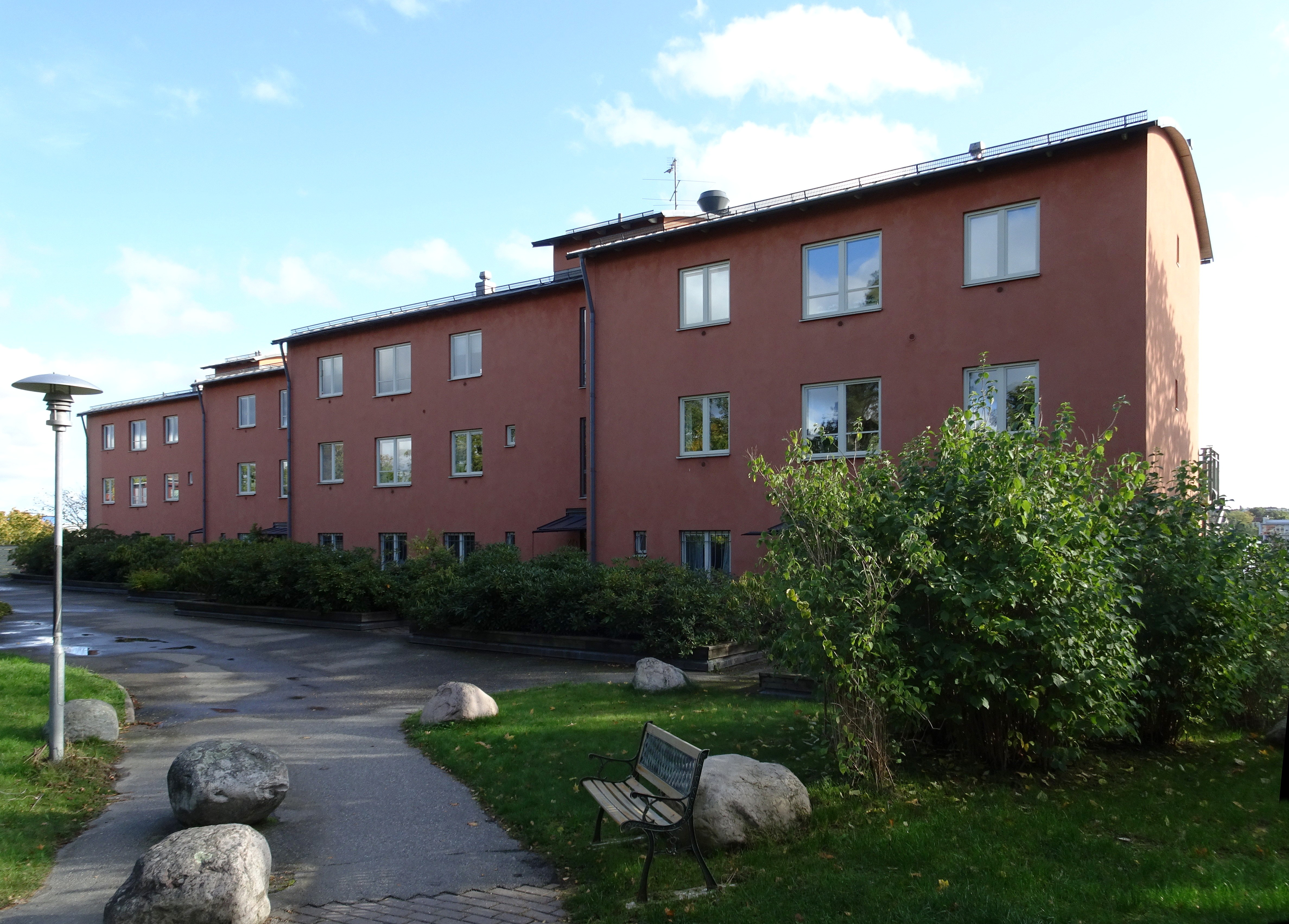
Essingeringen 22A+B, Essinge Strand, terrasshus från 1990-talet.
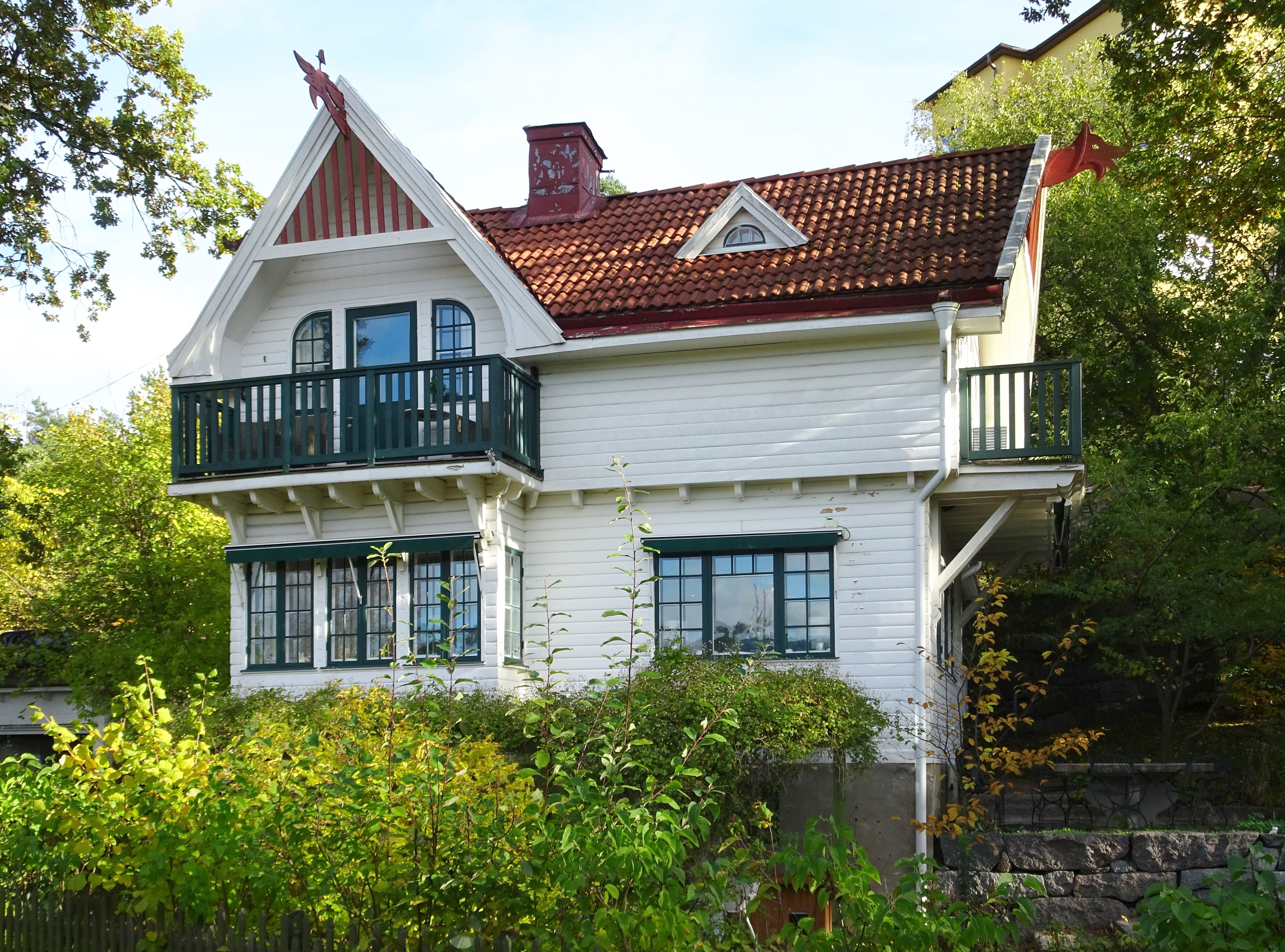
Essingeringen 72, "Drakhuset" villa i nationalromantisk stil, byggår 1906.
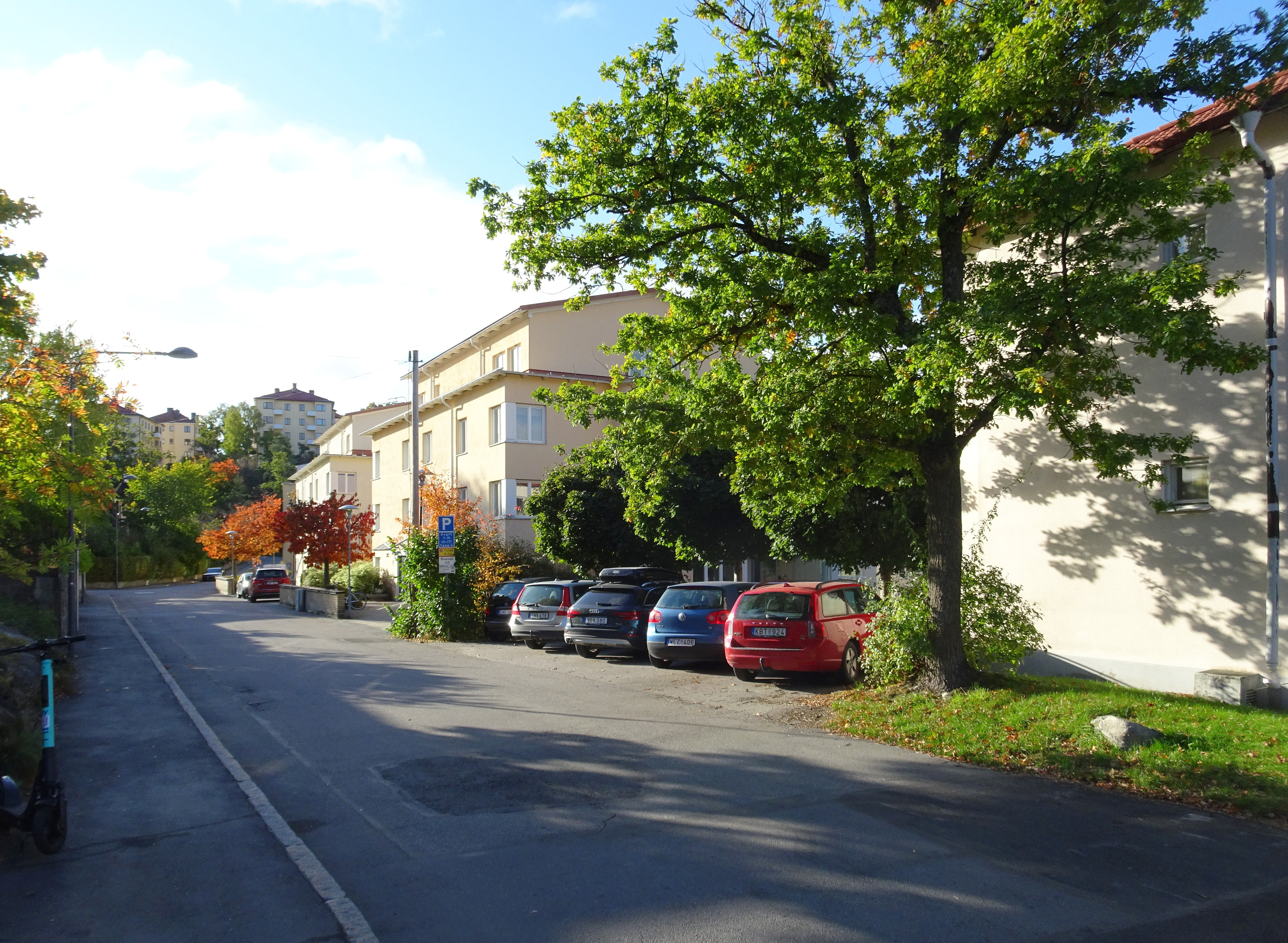
Essingeringen 82-84, Essingeviken från 1990-talet.

Annat
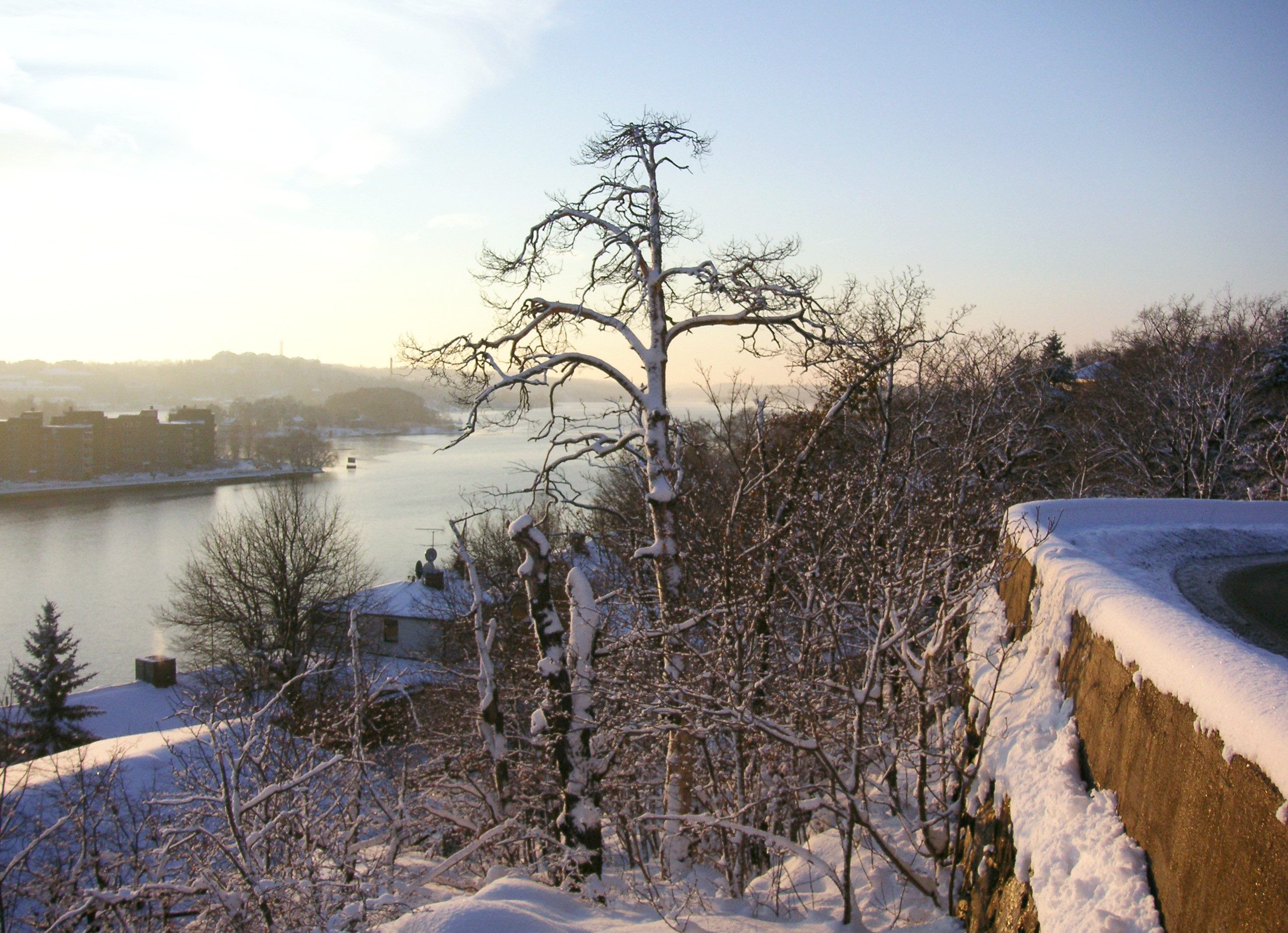
Vy från Essingeringen över Mälaren, 2006.
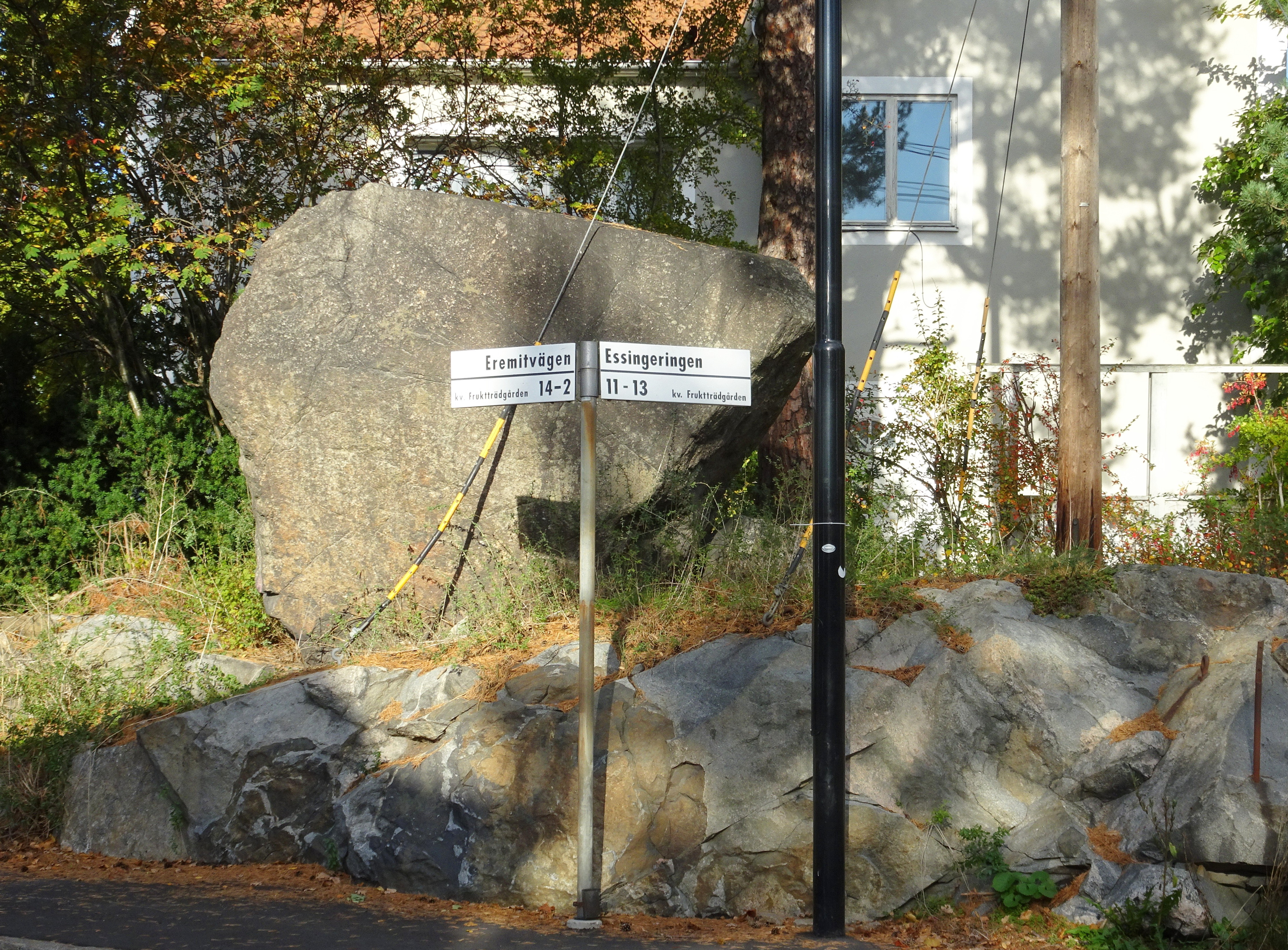
Essingeringen 13, Hessingestenen ett flyttblock.
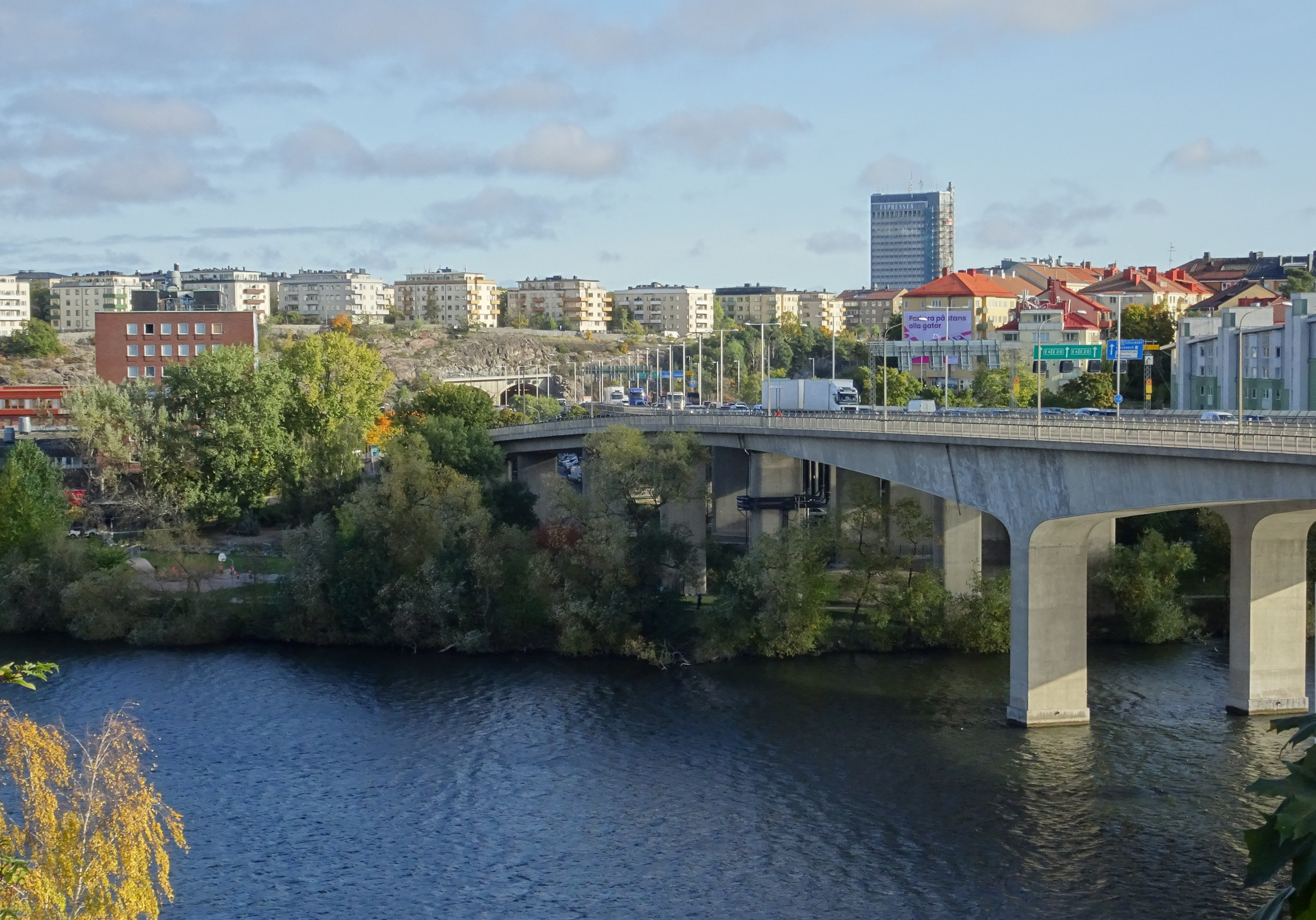
Vy från Essingeringen mot Lilla Essingen.
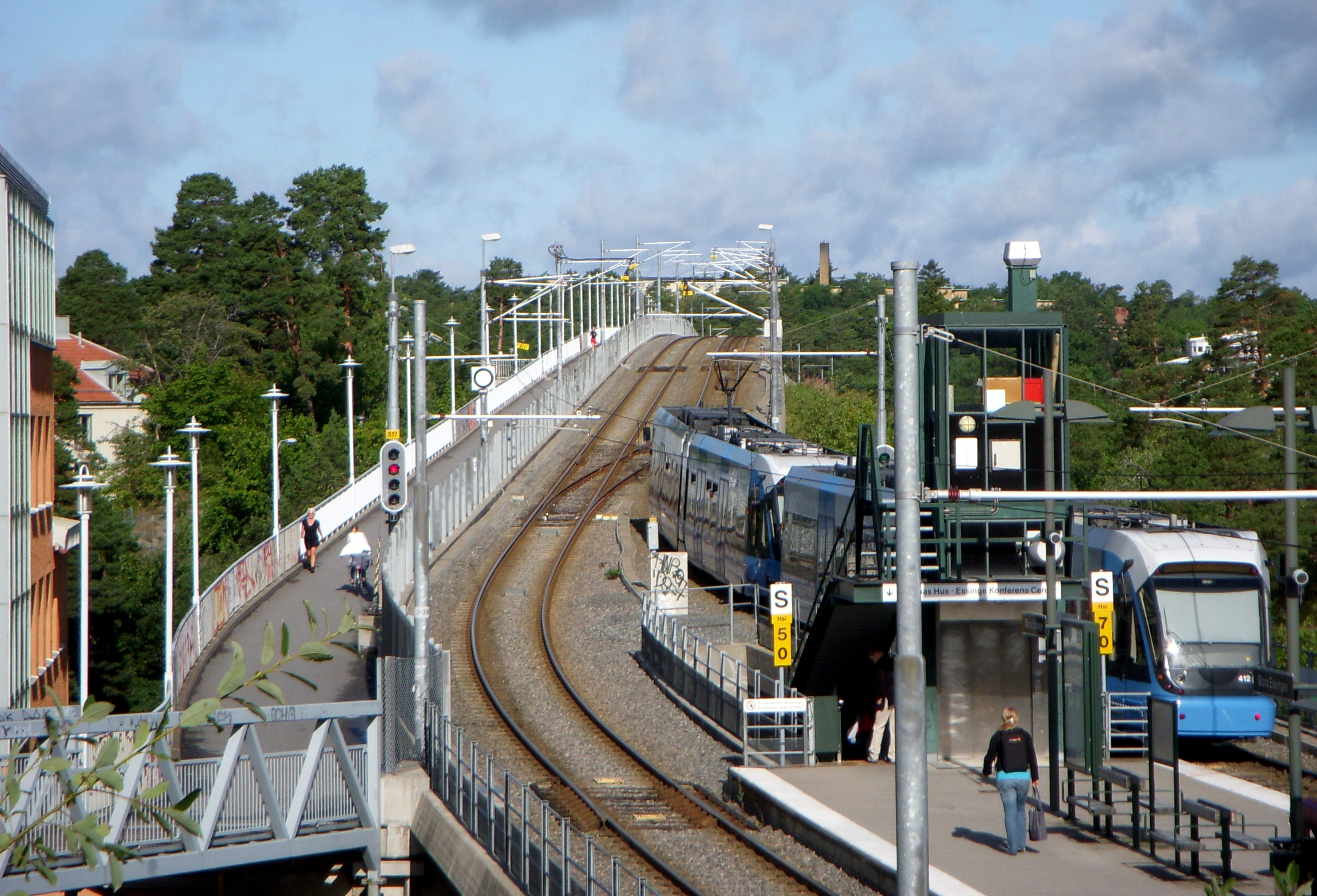
Tvärbanans hållplats Stora Essingen, 2008.